# استنفورد ریورز
استنفورد ریورز (به انگلیسی: Stanford Rivers) یک روستا و محله مدنی در بریتانیا است که در اپینگ فورست واقع شده‌است. استنفورد ریورز ۷۳۹ نفر جمعیت دارد.